# Hans Joachim Fuchs

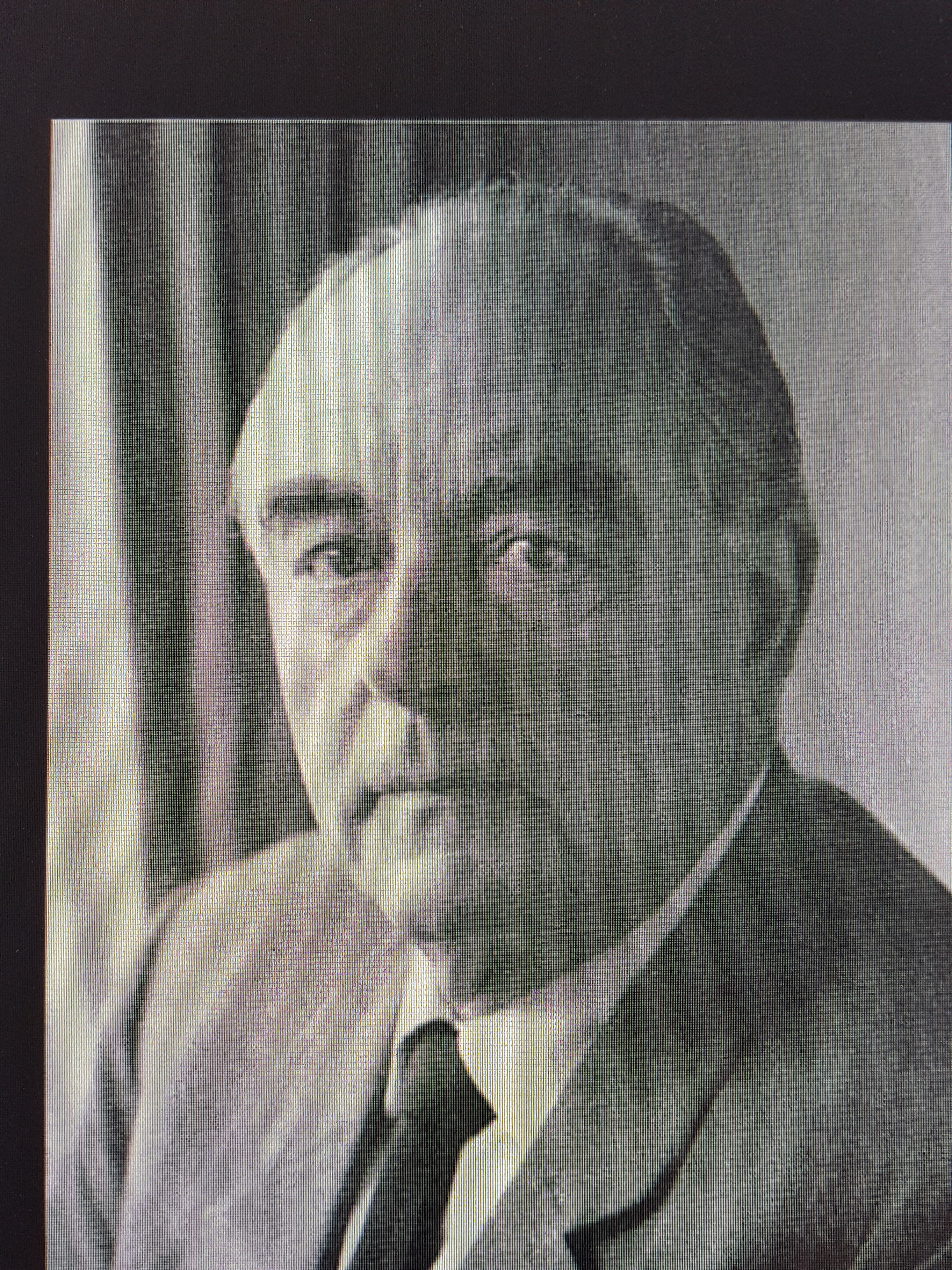
Hans Joachim Fuchs (1968)

Hans Joachim Fuchs (* 24. Mai 1903 in Burscheid; † 1. April 1992 in Meinerzhagen) war ein deutscher Unternehmer. In der Zeit des Nationalsozialismus war er Wehrwirtschaftsführer und sein Unternehmen beschäftigte Zwangsarbeiter.

## Leben
Hans Joachim Fuchs war der älteste Sohn des Metallfabrikanten Robert Otto Fuchs, Gründer der Otto Fuchs KG, und Ida Auguste Fuchs. Er hatte eine Schwester und einen jüngeren Bruder. Nach dem Abitur am Gymnasium Gummersbach studierte Fuchs Betriebswirtschaftslehre an der Hessischen Ludwigs-Universität und wurde 1923 im Corps Hassia Gießen recipiert. Später erfolgte ein Wechsel an die Handelshochschule Köln. Einer seiner Professoren an letzterer war der Nationalökonom und Begründer der modernen Betriebswirtschaftslehre Eugen Schmalenbach.
Nach dem Tod seines Vaters Otto Fuchs 1931 übernahm er die spätere Otto Fuchs KG. In der Zeit des Nationalsozialismus war er Wehrwirtschaftsführer. Die Mitglieder der in seiner Firma tätigen Meinerzhagener antifaschistischen Widerstandsgruppe wurden von der Geheimen Staatspolizei verhaftet und später ermordet. Mehrere Zeugen bestätigen, dass die Firma Otto Fuchs Zwangsarbeiter beschäftigte.
Fuchs wandelte sein Unternehmen in eine Kommanditgesellschaft, um befreit von der Mitbestimmung als Unternehmer und Geschäftsführer allein das Unternehmen zu führen. Sein unternehmerischer Nachfolger wurde in den 1970er Jahren sein Sohn Otto Rudolph Fuchs.

## Soziales Engagement

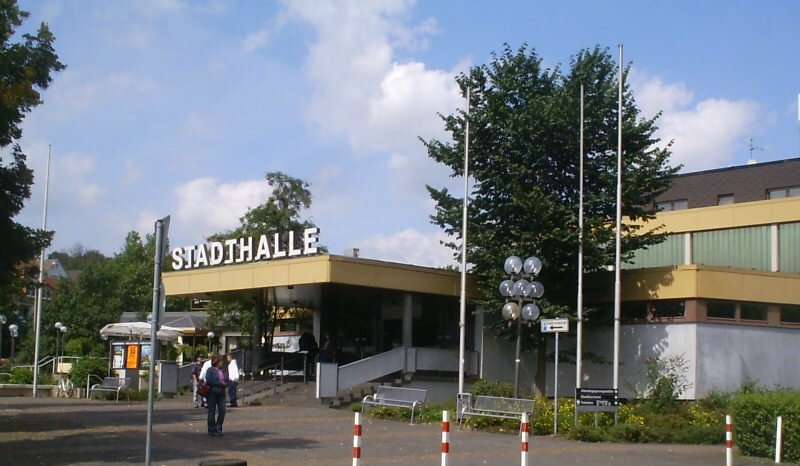
Stadthalle

In seiner Heimatstadt bemühte sich Fuchs um den sozialen Wohnungsbau und die Errichtung der Stadthalle. Als Initiator der am 17. September 1966 unterzeichneten Schulpartnerschaft zwischen Figeac und Meinerzhagen unterschrieben dieses Dokument Bürgermeister Emil Hugo Rövenstrunk, Wilhelm Langemann und Fuchs. Grundstein dieser Übereinkunft waren die Geschäftsbeziehungen zwischen der Firma Ratier in Figeac und der Firma Otto Fuchs.

## Ehrungen
- Verdienstorden der Bundesrepublik Deutschland, Großes Verdienstkreuz (1978)[6][1]
- Ehrenbrief des Lenne-Volme-Gaues
- Ehrenbürger und Träger des Ehrenrings der Stadt Meinerzhagen
- Senator E. h. der Universität Stuttgart[1]